# Chuí
Chuí es un municipio ubicado en el extremo sur del estado de Río Grande del Sur, en Brasil. Es la ciudad más austral del país, haciendo frontera con la ciudad del Chuy, en Uruguay. Cuenta con una población de 5919 habitantes, constituida por brasileños, uruguayos y árabes palestinos (estos últimos muy ligados al comercio). Está a 525 km de Porto Alegre, 2552 km de Brasilia, y 347 km de Montevideo, la capital de Uruguay.
Chuí está separado de Chuy solamente por una larga avenida con cantero central. En el lado uruguayo de la avenida están los famosos free shops, que atraen a brasileños y uruguayos de ciudades próximas, con el fin de adquirir los productos libres de impuestos, y a su vez atraen a turistas que realizan largos viajes a Punta del Este, Montevideo, Porto Alegre o São Paulo.

## Historia
Algunos meses antes del desembarque del brigadier José da Silva Pais en la barra de Río Grande en 1737, Cristóbal Pereira ya había instalado un puesto de avanzada portugués en el Cerro de San Miguel, cerca del arroyo Chuy. En 1763, tropas españolas partieron de Buenos Aires, y derrotaron a los portugueses, extendiendo sus dominios hasta la barra de Río Grande. En 1777, los portugueses retomaron sus antiguos territorios y celebraron con los españoles el tratado de San Ildefonso, mediado por el papa, según el cual se constituyeron los Campos Neutrales, una franja de tierra deshabitada, que se extendía desde Taim hasta el arroyo Chuy, para evitar una confrontación directa entre los colonizadores portugueses y españoles. A pesar del tratado, con la creación de la Capitanía de San Pedro de Río Grande del Sur, fueron otorgadas concesiones de tierras a los oficiales del ejército portugués dentro de los Campos Neutrales.
Después de la independencia de Brasil, se desató la Guerra del Brasil (en portugués: Guerra da Cisplatina), que dio lugar a la independencia de Uruguay y las campañas contra los caudillos uruguayos Oribe y Rivera.
La situación en las fronteras permaneció confusa. La solución definitiva solamente vendría con el tratado de límites entre Brasil y Uruguay, firmado el 12 de octubre de 1851, mediante el cual Uruguay aceptó la incorporación de los Campos Neutrales Chuí-Taim al territorio brasileño.
En 1997, Chuí se emancipó del municipio de Santa Vitória do Palmar.

## Geografía y clima
Chuí se localiza a una latitud de 33° 41′ 28″ al sur, y longitud de 53° 27′ 24″ al oeste, a una altitud de 22 m s. n. m. Tiene un área de 202,552 km².
El balneario más cercano es la playa de la Barra do Chuí, perteneciente al municipio de Santa Vitória do Palmar, que recibe este nombre por el arroyo Chuy, un arroyo que atraviesa el interior del municipio y parte del balneario. La playa de la Barra do Chuí está limitada al sur por la desembocadura del arroyo Chuy, que la separa de la playa de la Barra del Chuy en Uruguay.
Chuí es el municipio brasileño más alejado de la línea del Ecuador, localizado a nivel del mar, con suelo relativamente arenoso con respecto a semioscuro, con lluvias bien distribuidas a lo largo del año, y en consecuencia nubosidad frecuente durante todo el año, teniendo el índice ultravioleta de Brasil más bajo, tanto en invierno como en verano.
Tiene también la playa más fría de Brasil, la Barra do Chuí, que es una prolongación de la playa de Cassino, la playa más larga del mundo. La temperatura media anual gira en torno a los 17 °C, el mes más caluroso es febrero con una media de 23,15 °C, y el más frío es julio con una media de 12,25 °C. El mes menos lluvioso es noviembre con una media de 68 mm, y el más lluvioso es agosto con una media de 124 mm.

## Economía
La principal fuente de ingresos del municipio viene del comercio fronterizo, es decir la venta de productos alimenticios e indumentaria en los supermercados y tiendas para turistas. Incentivados por el tipo de cambio favorable, se organizan excursiones a ciudades uruguayas para comprar mercadería en el comercio local.
En agosto de 2011 la empresa Eletrosul obtuvo en una licitación de ANEEL el derecho a construir seis emprendimientos eólicos en la ciudad, que generarán un total de 144 MW, lo que incrementará el PIB del municipio.